# Тіпу Султан
Тіпу Султан (20 листопада 1750 — 4 травня 1799; зазвичай називають Sher-e-Mysore або "Майсурський тигр") — падишах Майсуру в 1782–1799 роках, визначний державний діяч, поет, національний герой Індії.

## Життєпис

### Молоді роки
Був старшим сином Гайдар Алі, правителя Майсуру. Завдяки батькові здобув гарну освіту: знав мови каннада, гіндустані, перську, арабську, англійську та французьку, знався на військовій справі. У 1766—1768 році взяв участь у Першій майсурській війні, де на чолі кінноти спустошив Каранатак. У ході війни з маратхами у 1775—1779 роках блискуче діяв на Малабарському узбережжі.
З початком Другої майсурської війни за наказом батька виступив проти британців й 10 вересня 1780 року переміг їх у битві при Поллілурі. У 1781 році захопив Чіттур, а 18 лютого 1782 року розбив англійців при Аннагуді. Після смерті батька 7 грудня того ж року Тіпу швидко повернувся до Майсуру, де переміг свого брата Абдул Карима й став 22 грудня султаном Майсуру. У 1784 році внаслідок укладання сепаратного миру Франції, союзника Майсуру, з Великою Британією у свою чергу Тіпу Султан змушений був почати перемовини з англійцями, які завершилися Мангалорським миром, що підтвердив статус-кво.

### Володарювання

#### Реформи
Головними своїми завданнями вбачав розвиток промисловості й торгівлі, здобуття економічної самостійності. Водночас намагався підвищити авторитет Майсуру, розвивав військову справу.
Перш за все оголосив себе падишахом, відмовившись згадувати Великих Моголів у хутбі. У зовнішній політиці намагався укласти більш тісні союзи з Францією та Османською імперією, вбачаючи основним ворогом британців.
Торговельні стосунки були налагоджені з Османською імперією (посольство 1785 року до султана Абдул-Гаміда I, а згодом із Селімом III), Персією (з шахом Мухамедом Алі-ханом Зандом), Маскатом (з султаном Гамадом бін Саїдом), державою Дурруні (з Заман-шахом), Шрі-Ланкою, Францією, царством Пегу (сьогодні південна М'янма). Для цього узбережжя Малабару було укріплено і облаштовано портами. У 1787 році відправив велике посольство до короля Людовика XVI. Незважаючи на те, що Тіпу не отримав від короля обіцянки військової допомоги, це посольство повернулося з різними французькими майстрами — зброярами, ковалями, склярами, годинникарями, ткачами, 1 лікарем, 2 інженерами, 2 садівниками.
У внутрішній політиці запровадив новий календар, став карбувати нову монету, встановив нову систему мір і ваг на основі французьких. За його наказом споруджуються численні дороги, греблі, громадські будівлі. Багато уваги приділялося системі освіти. Заснував військову школу. Став застосовувати у військах ракети.
Проводив модернізацію економіки: створювалися державні торговельні компанії, мережа торговельних факторій навколо Аравійського моря і Перської затоки. Була налагоджена торгівля перцем, лісом, кіньми. Засновувалися мануфактури з виробництва шовку, цукру, паперу, пороху, ножів, ножиць, мушкетів (20 тисяч щорічно), гармат. Для поліпшення фінансового стану був зменшений податковий тиск.
У релігійному житті виявив терпимість до усіх вірувань та конфесій. Не руйнував індуїстські храми, дозволяв споруджувати церкви.

#### Війни
У 1786 році армія маратхів вдерлася до Майсуру. У цій короткотривалій війні Тіпу зазнав поразки. Тим більш, що побоювався втручання Хайдарабаду та Британської Ост-Індської компанії. Тому змушений був віддати маратхам раніше захоплені його батьком землі північніше Майсуру, а також сплатити 480 тисяч рупій й погодитися виплачувати данину в 120 тисяч рупій. Натомість пешва Мадхав Рао II визнав Тіпу Султана володарем Майсуру.
У 1789 році Тіпу виступив проти Дхармараджи, магараджі Траванколора. Останній запросив підтримки від Британської Ост-Індської компанії, яка, у свою чергу в 1790 році разом з маратхами та нізамом Хайдарабада виступила проти Майсура — розпочалася Третя майсурська війна. Спочатку бої точилися за місто Коїмбатор, потім поширилися Карнатакою. Спроба Тіпу Султана отримати підтримку від французів виявилася марною. Протягом 1791—1792 років Тіпу Султан зазнав поразки від ворогів і змушений був погодитися на важкий мир: поступився половиною територій, сплатив 30 млн рупій контрибуції.
Володар Майсуру, втім, не полишав надії налагодити відносини з революційною Францією. Він навіть дозволив створити у своїй столиці якобінський клуб. Його члени урочисто клялися боротися з усіма монархами на землі, окрім, звичайно, самого Тіпу Султана.
У 1799 році Наполеон Бонапарт вдерся до Єгипту, згодом плануючи спрямувати французьку армію до південної Індії. Британці, розглядаючи Тіпу Султан як потенційного союзника Франції, розпочали проти нього Четверту майсурську війну. Того ж року до майсурської держави вдерлася 50-тисячна армія англійців та їх союзників. Тіпу загинув 4 травня під час облоги Шрірангапатнама. Родину Тіпу Султана було відправлено до Калькутти.

## Культура
Був щедрим меценатом, зокрема відомо про допомогу 156 індуїстським храмам. Сприяв поширенню мов урду, каннада, фарсі як у громадському життя, так й у ділових паперах.